# Apollo 17
L'Apollo 17 va ser el dissetè vol del programa Apollo. Va ser enviat a l'espai el 7 de desembre de 1972 per un coet Saturn V, des de la plataforma 39A del complex del Cap Canaveral, a Florida, EUA. Oficialment es va denominar com AS-512 i va ser l'encarregat d'enviar els últims astronautes cap a la Lluna. Va ser la sisena i última missió d'allunatge, que es va desenvolupar sense grans incidents, excepte el retard en l'enlairament en 2 hores i 40 minuts (quan el compte enrere arribava a T-30 segons) a causa d'una fallada en el control de pressurització de la tercera fase. Va ser el primer vol tripulat que va enlairar-se de nit.
La tripulació de l'Apollo 17 estava composta pel comandant i veterà de les missions Gemini 9 i Apollo 10, Eugene A. Cernan, el pilot del mòdul lunar i geòleg Harrison H. Schmitt, anomenat Jack, i el pilot del mòdul de comandament Ronald E. Evans.
La denominació de les naus, privilegi del comandant, va ser Challenger per al mòdul lunar i America per al mòdul de comandament.
Els tres tripulants de la missió són les úniques persones de la història de la humanitat que han vist la Terra plena, fet que van immortalitzar a La bala blava.
El comandant Gene Cernan va ser l'últim ésser humà que va trepitjar la superfície de la Lluna, en els Muntis Taurus, al costat del Cràter Littrow, a la frontera entre el Mare Tranquillitatis i el Mare Serenitatis. El mòdul de descens Challenger va fer l'allunatge a 21.2°N 30.6°E (zona de Taurus Littrow), duent com a tripulants Eugene A. Cernan i Harrison H. Schmitt.
Durant la permanència en sòl lunar, van realitzar tres EVAs a peu i amb el rover lunar LRV de 7 hores cadascun (35 quilòmetres en total), en els quals van recollir 110 kg de mostres de roques lunars i van deixar instal·lat un ALSEP amb els següents instruments: un gravímetre de superfície per a analitzar l'atracció que el Sol i la Terra exerceixen sobre la Lluna, un aparell que mesura la massa, velocitat i freqüència de caiguda de meteorits i l'erosió del material ejectat per l'impacte, un aparell per a determinar el perfil sísmic a força de càrregues explosives, així com un mesurador de la composició atmosfèrica lunar pròxima a la superfície.
També, sense formar part del ALSEP, es va instal·lar un aparell per investigar l'existència de capes d'aigua sota la superfície lunar, un gravímetre mòbil instal·lat sobre el LRV i un aparell de sondeig de neutrons per mesurar el ritme de captura dels neutrons secundaris de baixa energia de llamps còsmics en relació amb la profunditat del sòl lunar.